# مجموع سني
التَسْنين أو الإسْنَان أو المجموع السني أو الإثغار (بالإنجليزية: Dentition)‏ مصطلح يشير إلى عدد الأسنان وتطورها وترتيبها في الفك ونوعها بالإضافة إلى وظيفة كل نوع تبعًا لشكل السن للحيوانات والبشر في عمر معين. يُطلق المصطلح التشريحي متماثل الأسنان على الحيوان أحادي المورفولوجيا السنية، وعلى النقيض من ذلك يُطلق على الحيوان متعدد المورفولوجيا السنية مصطلح متغاير الأسنان. يسمى الحيوان ذو المجموعتين المتتاليتين من الأسنان بالحيوان ثنائي التسنين إذ تظهر في البداية الأسنان الأولية ثم الأسنان الدائمة، بينما يسمى الحيوان أحادي التسنين إذا كان يمتلك مجموعة سنية واحدة طوال حياته. يطلق على الحيوان الذي يستبدل أسنانه باستمرار مصطلح متعدد التسنين.

## نظرة عامة
لا يزال أصل تطور أسنان الحيوانات مثيرًا للجدل، تنوعت أسنان الحيوانات الفقرية مثل الزواحف والبرمائيات والأسماك منذ نشأة الإنسان وإلى يومنا هذا إلا أنها حافظت على بقائها حيوانات متماثلة الأسنان ذات حوافٍ مدببة وحادة.
تطورت أسنان الثدييات بشكل أوسع بصفيها العلوي والسفلي وتطابقت مع بعضها لتعمل متحدةً معًا بعمليات طحن الطعام وتمزيقه.
تمتلك جميع الثدييات أربعة أنواع من الأسنان وتصنف تبعًا لتشكلها التشريحي إلى القواطع والأنياب والضواحك والأضراس بإستثناء بعض الثديات مثل الكظاميات وغريبات المفاصل وآكلات النمل الحرشفية والحيتان. تقع القواطع في الجزء الأمامي من الفكين العلوي والسفلي ولها حافة حادة تساعدها في تقطيع الطعام وقضمه، تليها الأنياب ذات الحافة المدببة التي تُعتبر سلاح هجومي للإمساك بالفريسة عند الحيوانات المفترسة أما بالنسبة للبشر تلعب الأنياب دورًا مهمًا في الإطباق.
تُطبق الأسنان العلوية مع الأسنان السفلية بتناغم وهذا ما يساهم في عمليات تقطيع وطحن الطعام، لكن إذا لم تُطبق شرفات الأسنان مع بعضها فستتآكل الشرفات أو تنكسر، يرتكز الإطباق على ثلاث نقاط: نقطتين خلفيتين في المفصل الصدغي الفكي ونقطة أمامية في القواطع والأنياب.
تتحكم القواطع بالمسافة العمودية لفتح الفم في عملية المضغ عندما تُحرك عضلات المضغ الفك للأمام وللخلف، بينما تتحكم الأنياب بالمسافة العمودية لحركة الفك الجانبية، وتساهم الضواحك والأضراس التي تقع في الجزء الخلفي من الفم في طحن الطعام ومضغه.
تشمل أسنان الثدييات في الجزء الأمامي على القواطع والأنياب وفي الجزء الخلفي الضواحك والأضراس وتترتب بالطريقة نفسها في جميع الثدييات، كما أن جميع الثدييات هي كائنات ثنائية التسنين أي أن لديها أسنان لبنية وتُستبدل فيما بعد بالأسنان الدائمة.

## الصيغة السنية
فُقدت بعض الأسنان ذات الوظائف غير الضرورية مع تطور الثدييات وتكيفها نتيجةً للانتقاء الطبيعي، من الناحية الأخرى طورت الثدييات صفات مميزة في شكل الأسنان وحجمها.
يُمثَل عدد الأسنان ونوعها بصيغة معينة لجهة واحدة من الفك، يُشار إلى الأسنان بالأحرف:  أولًا القواطع (I) ثم الأنياب (C) ثم الضواحك (P) وأخيرًا الأضراس (M)، بالتالي ستكون الصيغة I:C:P:M. على سبيل المثال الصيغة 2.1.2.3 للأسنان العلوية تشير إلى وجود قاطعين وناب واحد وضاحكين وثلاثة أضراس في جهة واحدة من الفك العلوي.
يُرمز للأسنان الأولية (اللبنية) بالحرف (d) متبوع بالصيغة السنية المذكورة نفسها.
على هذا الأساس تكون الصياغة السنية:
1. للأسنان اللبنية:
/ (dI2 – Dc1 – dM2) * 2 = 20(dI2 – dC1 – dM2)
2. للأسنان الدائمة:
(I2 – C1 – M3) / (I2 – C1 – M3) * 2 = 32

### تناقضات في تسمية الأسنان
اختلف العلماء في النوع الثالث –حسب ترتيب الأسنان في الفك– من الأسنان اللبنية فيما إذا كان من الضواحك (وهو ما يُجمع عليه بين علماء الثدييات) أم من الأضراس (الشائع بين علماء التشريح البشري)، ونتج عن هذا الاختلاف بعض تناقض بين تسمية الأسنان في عالم الحيوان وعالم الإنسان.
يُعزى هذا الاختلاف لكون مصطلحات طب الأسنان البشري السائدة حاليًا لم تأخذ بنظر الاعتبار تطور أسنان الثدييات.

### التسنين
تُعرف العملية التي تظهر فيها الأسنان متسلسلة بالتسنين، يبدأ التسنين في الرئيسيات المتطورة مثل قرد المكاك والشمبانزي بالضرس الأول ثم القواطع ثم الضرس الثاني، أما بالنسبة لتسنين الإنسان العاقل يبدأ من الضرس الأول ثم القواطع ثم الأنياب.

### علاقة المجموع السني بعلم الآثار
يهتم مختصو دراسة البقايا الأثرية القديمة بدراسة المجموع السني، إذ توفر دراسة الأسنان العديد من المزايا مقارنةً بدراسة بقية الهيكل العظمي؛ يُعزى ذلك لثباتية بنية الأسنان وترتيبها وعدم تأثرها بالتغير البيئي على عكس بقية عظام الهيكل العظمي.
يعتبر المجموع السني مفيدًا في تتبع انتقال المجموعات السكانية القديمة تبعًا لاختلافات أشكال الأسنان القواطع ووجود أو فقدان سن العقل.